# Xylotrechus lengii
Xylotrechus lengii es una especie de escarabajo longicornio del género Xylotrechus. Fue descrita científicamente por Schaeffer en 1908.
Se distribuye por Canadá y los Estados Unidos. Mide 8-12 milímetros de longitud. El período de vuelo ocurre en los meses de junio, julio y agosto.